# Edward McKeever
Edward McKeever (Bath, 27 de agosto de 1983) es un deportista británico que compite en piragüismo en la modalidad de aguas tranquilas.
Participó en los Juegos Olímpicos de Londres 2012, obteniendo una medalla de oro en la prueba de K1 200 m. En los Juegos Europeos de Bakú 2015 consiguió una medalla de plata en la prueba de K1 200 m.
Ganó 5 medallas en el Campeonato Mundial de Piragüismo entre los años 2010 y 2014, y 4 medallas en el Campeonato Europeo de Piragüismo entre los años 2010 y 2014.

## Palmarés internacional
| Juegos Olímpicos   | Juegos Olímpicos       | Juegos Olímpicos  | Juegos Olímpicos |
| Año                | Lugar                  | Medalla           | Competición      |
| ------------------ | ---------------------- | ----------------- | ---------------- |
| 2012               | Londres (Reino Unido)  | Medalla de oro    | K1 200 m         |
| Campeonato Mundial |                        |                   |                  |
| Año                | Lugar                  | Medalla           | Competición      |
| 2010               | Poznań (Polonia)       | Medalla de oro    | K1 200 m         |
| 2010               | Poznań (Polonia)       | Medalla de plata  | K1 4 × 200 m     |
| 2011               | Szeged (Hungría)       | Medalla de plata  | K1 200 m         |
| 2014               | Moscú (Rusia)          | Medalla de bronce | K1 200 m         |
| 2014               | Moscú (Rusia)          | Medalla de bronce | K1 4 × 200 m     |
| Juegos Europeos    |                        |                   |                  |
| Año                | Lugar                  | Medalla           | Competición      |
| 2015               | Bakú (Azerbaiyán)      | Medalla de plata  | K1 200 m         |
| Campeonato Europeo |                        |                   |                  |
| Año                | Lugar                  | Medalla           | Competición      |
| 2010               | Corvera (España)       | Medalla de oro    | K1 200 m         |
| 2011               | Belgrado (Serbia)      | Medalla de bronce | K1 200 m         |
| 2012               | Zagreb (Croacia)       | Medalla de bronce | K1 200 m         |
| 2014               | Brandeburgo (Alemania) | Medalla de plata  | K1 200 m         |